# Heidloh Bach
Der Heidloh Bach ist ein 3,3 km langer Bach in der Gemeinde Tostedt im Landkreis Harburg in Niedersachsen, der von links und Westen bei Kakenstorf in die Este mündet.

## Verlauf
Der Heidloh Bach entspringt in einem Wiesengebiet innerhalb von Todtglüsingen und durchfließt nach wenigen Metern einen von dichtem Gehölz umrahmten Wiesenteich. Der Heidloh Bach verläuft ab hier komplett begradigt, in östlicher Richtung einem Feldweg folgend und trennt das Wohngebiet Heidloh vom Industriegebiet. Am Abenteuerspielplatz wird er erst von einem Regenrückhaltebecken gespeist und durchfließt dann ein zweites deutlich naturiertes Regenrückhaltebecken am Industriegebiet. Er unterquert die Harburger Straße auf Höhe zwischen Hundeplatz und Recyclinghof in östlicher Richtung, fließt an mehreren Fischteichen vorbei, als Wiesenbach deutlich begradigt um zum Ende hin auf mehreren hundert Metern das Waldgebiet Glüsinger Holz zu durchqueren. Auf den letzten hunderten Metern wird er von zwei weiteren Fischteichen gespeist, bevor der Bach von links und Westen bei Kakenstorf in die Este mündet.

## Befahrungsregeln
Wegen intensiver Nutzung der Este durch Freizeitsport und Kanuverleiher erließ der Landkreis Harburg 2002 eine Verordnung unter anderem für die Este, ihre Nebengewässer und der zugehörigen Uferbereiche, die den Lebensraum von Pflanzen und Tieren schützen soll. Seitdem ist das Befahren und Betreten des Heidloh Bachs ganzjährig verboten.